# Rhadinaea fulvivittis
Rhadinaea fulvivittis — вид змій родини полозових (Colubridae). Ендемік Мексики.

## Поширення і екологія
Rhadinaea fulvivittis мешкають на півдні Мексиканського нагір'я, в штатах Веракрус, Пуебла і Оахака. Вони живуть в дубово-соснових і дубових лісах, серед опалого листя і під камінням. Зустрічаються на висоті від 1800 до 2300 м над рівнем моря. Відкладають яйця.

## Збереження
МСОП класифікує цей вид як вразливий. Rhadinaea fulvivittis загрожує знищення природного середовищ.